# Archibasis viola
Archibasis viola är en trollsländeart som beskrevs av Maurits Anne Lieftinck 1948. Archibasis viola ingår i släktet Archibasis och familjen dammflicksländor. IUCN kategoriserar arten globalt som livskraftig. Inga underarter finns listade i Catalogue of Life.